# Leopold Bachmann

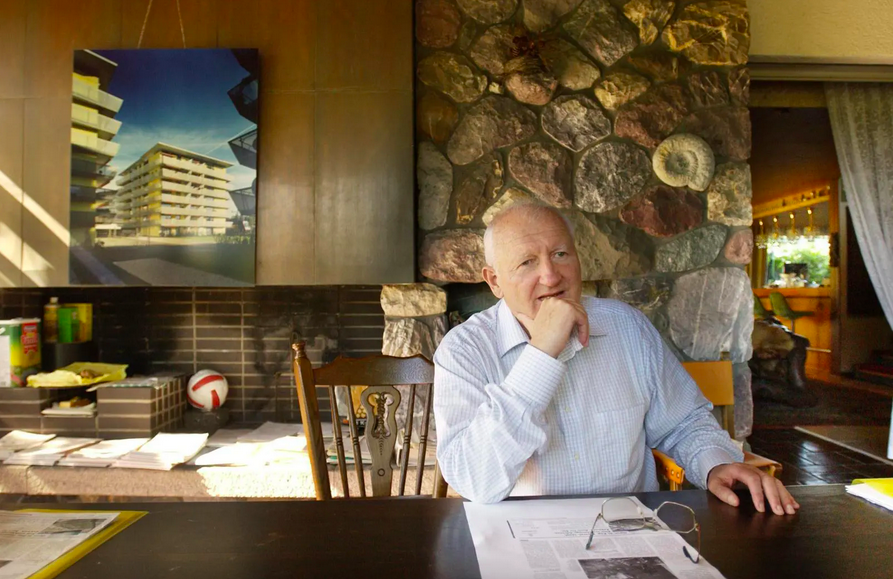
Leopold Bachmann (2002)

Leopold Bachmann (* 22. Februar 1933 in Innsbruck; † 26. Dezember 2021 in Zürich) war ein Schweizer Bauunternehmer und Stifter.

## Leben
Leopold Bachmann wurde bei Innsbruck in Tirol geboren. Er wuchs mit vier Geschwistern auf und kam 1954 in die Schweiz. Dort arbeitete er zunächst als angestellter Bauingenieur, bevor er sich 1963 selbstständig machte und mit dem Bau von Wohnsiedlungen auf eigene Rechnung begann.
Er wurde für seine schnellen und effizienten Baumethoden bekannt, mit denen er Wohnungen für Mieter mit geringem Einkommen und Familien mit Kindern baute, was ihm den Titel «Billigbauer der Nation» einbrachte. Ohne Projektentwickler und Bauführer baute er zwischen 1998 und 2003 in Zürich, Winterthur und Uster rund 1500 Mietwohnungen in grossen Siedlungen, die billiger waren als die günstigsten Neubauwohnungen und auch als der Durchschnitt der Altbauwohnungen. Der Bauwirtschaft warf er vor, «viel zu teuer zu bauen» und somit an den Bedürfnissen grosser einkommensschwacher Schichten vorbeizuproduzieren. 2002 gehörte Bachmann zu den grössten privaten Wohnungsanbietern in Zürich.
Als er im Alter von 88 Jahren starb, besass er rund 5000 Wohnungen sowie weitere Beteiligungen und umfangreiches Bauland, darunter das Areal der CeCe-Graphitwerke, das er 2007 mit einer Wohnsiedlung mit 515 Wohnungen überbaut hatte. 2010 mit der Stiftung das Areal des Zementwerks Rötzmatt in Olten, worauf in einer ersten Etappe 2015 420 Wohnungen bezugsbereit waren. Ein Nachruf im Tages-Anzeiger nannte Bachmann «Pionier des günstigen Wohnungsbaus».
Leopold Bachmann war mit Johanna Bachmann verheiratet, mit der er fünf Kinder hatte. Er lebte in Rüschlikon.

## Stiftung
Bachmann gründete 1997 die private Leopold-Bachmann-Stiftung, die einen Teil der Erträge aus den Immobilien für soziale Hilfswerke und Projekte auf der ganzen Welt einsetzt. 2010 besass die Stiftung über 1700 Wohnungen. Dotiert mit einem Eigenkapital von mehr als fünfzig Millionen Schweizer Franken aus von Bachmann eingebrachten Liegenschaften, richtete die Stiftung in den ersten zwölf Jahren ihres Bestehens bereits Spenden von über sechzig Millionen Franken aus. 
Seine Familie und seine Stiftung führen sein Erbe weiter und setzen sich weiterhin für soziale Projekte und Hilfswerke ein.

## Wohnsiedlungen von Leopold Bachmann (Auswahl)
Quelle: TEC21
- Röntgenareal, Neugasse 81–99, Zürich: 317 Wohnungen, Wettbewerbsprojekt, Isa Sturm, Urs Wolf Architekten, Bezug 1999/2000.
- Micafil, Hermetschloostrasse 25–43 und Micafilstrasse 2–18, Zürich Altstetten: 250 Wohnungen, Gestaltungsplan Zach und Zünd, Projekt Cerv und Wachtl Architekten, Bezug 2002.
- Neunbrunnenstrasse 29–37, Zentrum Zürich Nord: 140 Wohnungen, Cerv und Wachtl Architekten, Bezug 2003.
- Wässerwiesen, Wässerwiesenstr. 67a-r, Winterthur Wülflingen: 400 Wohnungen, Cerv und Wachtl Architekten, Bezug 2003.
- Gern, Im oberen Gern 6–91, Winterthur Hegi: 420 Wohnungen. Cerv und Wachtl Architekten, Bezug 2003.
- Am Bahnhof, Industriestrasse 9–37, Uster: 160 Wohnungen. Cerv und Wachtl Architekten, Bezug 2004.